# Benjamin Breault
Benjamin Breault (ur. 21 lutego 1988 w Pembroke, Ontario) – kanadyjski hokeista.

## Kariera
- Collège Charles-Lemoyne Riverains (2003–2004)
- Baie-Comeau Drakkar (2004–2008)
- Quebec Remparts (2008–2009)
- Florida Everblades (2009)
- Dalhousie University (2009−2013)
- Dauphins d’Épinal (2013–2014)
- Albatros de Brest (2014–2015)
- HK Nioman Grodno (2015)
- STS Sanok (2015)
- Lions de Lyon (2015–2016)
- Perth Thunder (2016)
- Saint-Georges COOL-FM (2016)
- Perth Thunder (2017-2019)
- Flyers Ice Hockey Club (2020–2021)

Do kanadyjskiej ligi juniorskiej QMJHL był draftowany w 2004 przez klub Baie-Comeau Drakkar z numerem 4. Od 2004 do 2009 przez pięć sezonów występował w lidze QMJHL w ramach rozgrywek CHL – pierwsze cztery lata w Baie-Comeau Drakkar i rok w Quebec Remparts. W międzyczasie, w 2005 brał udział w turnieju mistrzostw świata do lat 17, a w drafcie NHL z 2006 został wybrany przez Buffalo Sabres. W 2009 epizodycznie grał w amerykańskiej lidze ECHL. Od 2009 do 2013 przez cztery lata występował w drużynie Uniwersytetu Dalhousie, w rozgrywkach akademickich Canadian Interuniversity Sport (CIS). W 2013 wyjechał do Europy i przez dwa lata był graczem we francuskich rozgrywkach Ligue Magnus: od kwietnia 2013 w Épinal, a od czerwca 2014 w Brest. W lipcu 2015 został zawodnikiem białoruskiego zespołu HK Nioman Grodno i w jego barwach wystąpił w edycji 2015/2016 Pucharu Białorusi, po czym po miesiącu, w sierpniu 2015 rozwiązał kontrakt. Wkrótce potem został zawodnikiem klubu STS Sanok w rozgrywkach Polskiej Hokej Ligi. Zwolniony w połowie listopada 2015. Od końca listopada 2015 zawodnik Lions de Lyon we francuskiej ekstraklasie. Od kwietnia 2016 zawodnik zespołu w australijskiej lidze Australian Ice Hockey League (AIHL). Od lipca 2016 był zawodnikiem Saint-Georges COOL-FM w kanadyjskiej lidze Ligue Nord-Américaine de Hockey (LNAH). Potem przez kolejne sezony grał w Australii, w tym sezonie AJHL 2018/2019 był grającym trenerem Perth Sharks.

## Osiągnięcia
Indywidualne
- QMJHL / CHL 2005/2006:
  - CHL Top Prospects Game
- CIS 2010/2011:
  - Pierwszy skład gwiazd
- AJHL 2016:
  - Drugie miejsce w klasyfikacji strzelców w sezonie zasadniczym: 26 goli
  - Drugie miejsce w klasyfikacji kanadyjskiej w sezonie zasadniczym: 52 punkty
- AJHL 2017:
  - Pierwsze miejsce w klasyfikacji kanadyjskiej w sezonie zasadniczym: 58 punktów
- AJHL 2018:
  - Mecz Gwiazd AJHL